# Phyllocnistis voutei
Phyllocnistis voutei là một loài bướm đêm thuộc họ Gracillariidae, known from Java, Indonesia.
Ấu trùng ăn một loài chưa xác định của Loranthus. Chúng ăn lá nơi chúng làm tổ.